# 섀넌 훈
섀넌 훈(Shannon Hoon, 1969년 9월 25일 ~ 1995년 10월 21일)은 미국의 싱어송라이터이다.